# 伊隅荘
伊隅荘（いすみのしょう）は、上総国夷隅郡内に中世に作られた荘園。鎌倉時代に入ると、全体としては伊隅荘と総称されながらも実際には南北に分割（地域的には南北ではなく東西）されて支配されていたため、それぞれ伊隅荘の北を伊北荘、南を伊南荘と称された。
荘域は現在のいすみ市、勝浦市、夷隅郡大多喜町、同郡御宿町に跨る地域で、鎌倉時代に入ると、全体としては伊隅荘と総称されながらも実際には南北に分割され統治された。現在の研究では伊北荘の範囲は、現在の大多喜町及びいすみ市の一部に勝浦市北部を含んだ地域であり、伊南荘は御宿町・いすみ市の一部に跨る地域に相当すると考えられている。
荘園領主は鳥羽上皇により創建された金剛心院。当荘の成立経緯は不明だが、旧夷隅郡がほとんどそのまま伊隅荘として立荘されたものと考えられる。治承年間には上総氏の支配下にあった。そして上総氏が滅亡した後は和田義盛が伊北荘を支配したが、和田合戦で北条方に敗れた後は三浦胤義がこの地を支配した。しかし、当荘が南北両荘に分割して支配されたことは南北朝時代に至っても変わらなかったことが覚園寺文書からわかっている。